# Andrij Wasyłytczuk
Andrij Mykołajowycz Wasyłytczuk, ukr. Андрій Миколайович Василитчук, ros. Андрей Николаевич Василитчук, Andriej Nikołajewicz Wasilitczuk (ur. 13 lipca 1965 we Lwowie, Ukraińska SRR) – ukraiński piłkarz, grający na pozycji obrońcy, reprezentant Ukrainy.

## Kariera piłkarska

### Kariera klubowa
W 1989 rozpoczął karierę piłkarską w klubie Spartak Orzeł, skąd w 1991 przeszedł do Hałyczyny Drohobycz. W latach 1992–1994 występował w Nywie Tarnopol. Następnie bronił barw Karpat Lwów. W 1996 wyjechał do Rosji, gdzie występował w klubach Żemczużyna Soczi i Energija-Tekstilszczik Kamyszyn. Ostatnim klubem w karierze piłkarskiej był Hetman Zamość, w którym w 2000 ukończył swoje występy.

### Kariera reprezentacyjna
16 października 1993 zadebiutował w narodowej reprezentacji Ukrainy w spotkaniu towarzyskim z USA wygranym 2:1. Łącznie rozegrał 4 gry reprezentacyjne.